# Le Visage de la guerre
Le Visage de la guerre (en espagnol : El Rostro de la Guerra) est une huile sur toile peinte par l'artiste surréaliste Salvador Dalí en 1940 après la guerre civile espagnole.
Le tableau mesure 64 × 79 cm et il est conservé au musée Boijmans Van Beuningen à Rotterdam (Pays-Bas).

## Présentation
Cette œuvre a été peinte en 1940, au début de la Seconde Guerre mondiale. Elle a une portée universelle, car Dalí n'évoque pas uniquement la guerre civile espagnole ou la Seconde Guerre mondiale mais tous les conflits qui ne conduisent qu'à la mort, au néant, à la destruction. Par cette œuvre il dénonce donc les horreurs de la guerre et la souffrance des hommes face à cette dernière.

## Surréalisme
Le surréalisme est un mouvement littéraire et artistique né après la Première Guerre mondiale.
Ce mouvement repose sur le refus de toutes les constructions logiques de l’esprit et sur les valeurs de l’irrationnel, de l’absurde, du rêve, du désir et de la révolte.
En 1924, André Breton le définit  « automatisme psychique pur, par lequel on se propose d'exprimer, soit verbalement, soit par écrit, le fonctionnement réel de la pensée. »